# Stary Ratusz w Litomierzycach

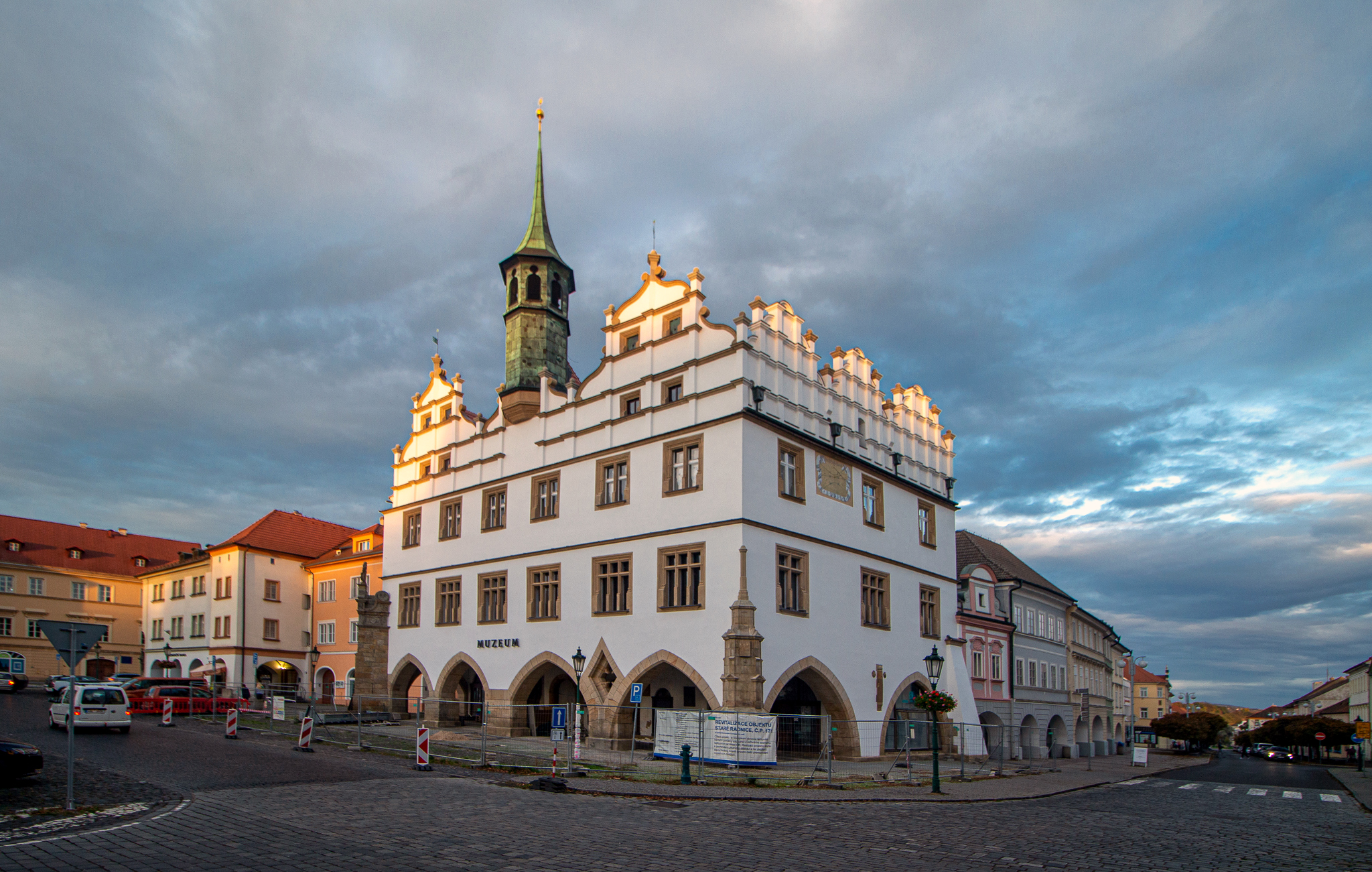
Stary Ratusz w Litomierzycach

Ratusz w Novym Strašecí (cz. Stará radnice) – oryginalnie gotycki ratusz, który znajduje się w południowo-wschodnim narożniku Placu Pokoju (Mírové náměstí) na rogu ulicy Długiej, naprzeciwko kościoła Wszystkich Świętych w Litomierzycach (Czechy). Budynek do 1839 funkcjonował jako siedziba litomierzyckiej rady miejskiej, a obecnie jest siedzibą muzeum regionalnego.
Gotyckie, średniowieczne fundamenty budynku pochodzą z 1397, a pozostałości pierwotnych murów zachowały się w podcieniach na placu.
Budynek został poważnie uszkodzony podczas wielkiego pożaru w 1537 roku.
Na styl renesansowy przebudowano go w latach 1537–1539, a w 1662 roku zmniejszono dach w budynku.